# Randolph Roque Calvo

Bischofswappen von Randolph Roque Calvo

Randolph Roque Untalan Calvo (* 28. August 1951 in Agana, Guam) ist ein US-amerikanischer Geistlicher und emeritierter römisch-katholischer Bischof von Reno.

## Leben
Randolph Roque Calvo kam im Jahre 1957 mit seinen Eltern und seinen sechs älteren Geschwistern nach San Francisco. Er studierte nach seiner Schulzeit Katholische Theologie am kalifornischen St. Patrick’s Seminary in Menlo Park und empfing am 21. Mai 1977 die Priesterweihe für das Erzbistum San Francisco. Anschließend arbeitete er als Vikar in zwei Gemeinden des Erzbistums San Francisco, ehe zu weiterführenden Studien nach Rom entsandt wurde, wo er 1986 zum Doktor des Kanonischen Rechts promoviert wurde. Von 1987 bis 1997 leitete Calvo die Rechtsabteilung der Erzdiözese San Francisco, 1996 wurde er Präsident der amerikanischen Gesellschaft für Kirchenrecht. In den Jahren 1997 bis 2005 leitete er als Pfarrer eine große Gemeinde in Redwood City. Darüber hinaus nahm er verschiedene Aufgaben in der Ausbildung der Priesteramtskandidaten des Erzbistums San Francisco wahr.
Papst Benedikt XVI. ernannte ihn am 23. Dezember 2005 zum Bischof von Reno. Die Bischofsweihe empfing Randolph Roque Calvo am 17. Februar 2006 durch den Erzbischof von San Francisco, George Hugh Niederauer. Mitkonsekratoren waren sein Amtsvorgänger Phillip Francis Straling und Weihbischof John Charles Wester aus San Francisco.
Papst Franziskus nahm am 20. Juli 2021 seinen vorzeitigen Rücktritt an.